# Севастополь (стадіон)

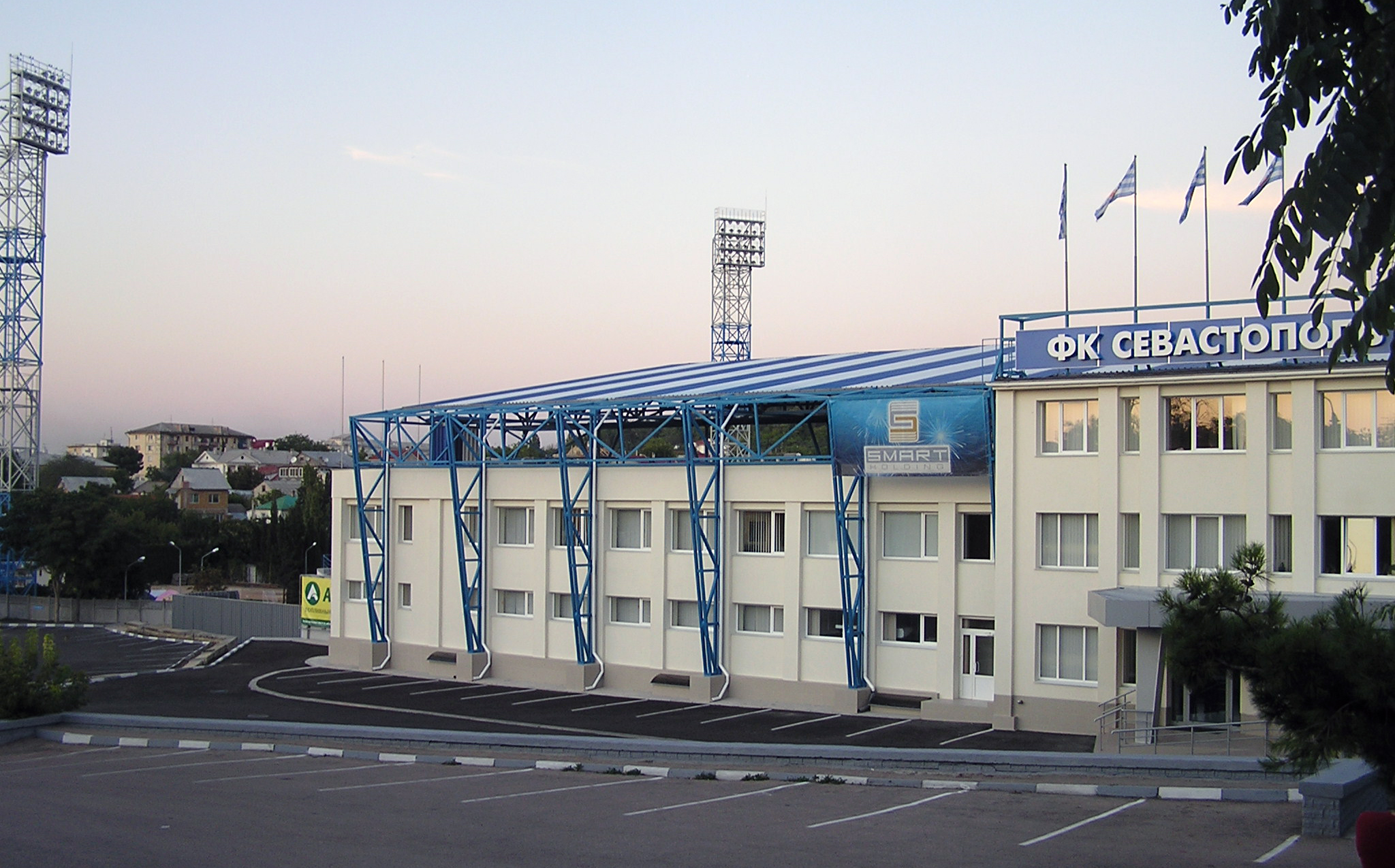
Вхід на стадіон після реконструкції

СКС-Арена — футбольний стадіон у Севастополі. Домашня арена ФК «Севастополь». Включений в перелік тренувальних баз чемпіонату Європи з футболу 2012.
Побудований у 1985-ому році стадіон зводився "методом народного будівництва (стройки)" з 1983-ого року.
До 2010 року — спортивно-оздоровчий комплекс «Севморзавод» відкритого акціонерного товариства «Севморзавод». В липні 2010 року стадіон «Севастополь» СМЗ був викуплений в комунальну власність і переданий в довготермінову оренду на 25 років спортивному клубу «Севастополь». У 2011 році стадіон був реконструйований. Побудовані три додаткових трибуни, замінено щогли освітлення. Реконструйований стадіон повністю відповідає вимогам ФІФА і УЄФА. Вміщує 5826 глядачів. Крім основного поля має додаткове тренувальне поле розміром 102×55 метрів з штучним покриттям, розташоване в південній частині комплексу на відстані 30 метрів від основного.

## Матчі
У 2002—2003 роках на стадіоні проводила матчі сімферопольська «Таврія», причому у 12 зіграних матчах команда жодного разу не програла.
| № п/п | Дата             | Команда-господар | Команда-суперник | Рахунок | Кількість глядачів |
| ----- | ---------------- | ---------------- | ---------------- | ------- | ------------------ |
| 1     | 26 жовтня 2002   | «Таврія»         | «Металіст»       | 2:0     | 4500               |
| 2     | 9 листопада 2002 | «Таврія»         | «Карпати»        | 1:0     | 5000               |
| 3     | 16 березня 2003  | «Таврія»         | «Арсенал»        | 1:0     | 5200               |
| 4     | 6 квітня 2003    | «Таврія»         | «Дніпро»         | 3:2     | 6000               |
| 5     | 20 квітня 2003   | «Таврія»         | «Іллічівець»     | 0:0     | 6000               |
| 6     | 4 травня 2003    | «Таврія»         | ФК «Олександрія» | 3:1     | 2500               |
| 7     | 17 травня 2003   | «Таврія»         | «Ворскла»        | 3:2     | 3000               |
| 8     | 28 травня 2003   | «Таврія»         | «Волинь»         | 1:1     | 3000               |
| 9     | 15 червня 2003   | «Таврія»         | «Шахтар»         | 3:3     | 7500               |
| 10    | 17 липня 2003    | «Таврія»         | «Металург» Д     | 1:1     | 5800               |
| 11    | 3 серпня 2003    | «Таврія»         | «Волинь»         | 1:0     | 5000               |
| 12    | 31 серпня 2003   | «Таврія»         | «Арсенал»        | 1:1     | 5000               |

На стадіоні також проходили матчі Кубка України за участю команд із Севастополя.
| № п/п | Дата            | Команда-господар            | Команда-суперник               | Рахунок | Кількість глядачів |
| ----- | --------------- | --------------------------- | ------------------------------ | ------- | ------------------ |
| 1     | 3 березня 1996  | «Чайка» (Севастополь)       | «Торпедо» (Запоріжжя)          | 0:1     | 1500               |
|       | 14 липня 1997   | «Чорноморець» (Севастополь) | «Динамо» (Одеса)               | −:+     |                    |
| 2     | 25 серпня 1998  | «Чорноморець» (Севастополь) | «Титан» (Армянськ)             | 0:1     | 300                |
| 3     | 10 серпня 2002  | ПФК «Севастополь»           | «Чорноморець» (Одеса)          | 0:6     | 3200               |
| 4     | 10 серпня 2003  | ПФК «Севастополь»           | «Кривбас» (Кривий Ріг)         | 3:4     | 3600               |
| 5     | 7 серпня 2004   | ПФК «Севастополь»           | «Нафтовик-Укрнафта» (Охтирка)  | 0:2     | 1200               |
| 6     | 11 серпня 2006  | ПФК «Севастополь»           | «Нафтовик-Укрнафта» (Охтирка)  | 2:0     | 2000               |
| 7     | 20 вересня 2006 | ПФК «Севастополь»           | «Волинь» (Луцьк)               | 3:0     | 3500               |
| 8     | 25 жовтня 2006  | ПФК «Севастополь»           | «Металург» (Донецьк)           | 4:1     | 6000               |
| 9     | 1 грудня 2006   | ПФК «Севастополь»           | «Шахтар» (Донецьк)             | 0:1     | 5000               |
| 10    | 26 вересня 2007 | ПФК «Севастополь»           | «Металіст» (Харків)            | 1:3     | 4800               |
| 11    | 6 серпня 2008   | ПФК «Севастополь»           | «Фенікс-Іллічовець» (Калініне) | 1:2 дч  | 3000               |

## Міжнародні матчі

### Матчімолодіжної збірної України
| Дата       | Турнір            | Господарі | Рахунок | Гості     | Голи                     |
| ---------- | ----------------- | --------- | ------- | --------- | ------------------------ |
| 11-11-2011 | Відбір до ЧЄ 2013 | Україна   | 1-1     | Фінляндія | Будківський 76 - Ляхде 5 |
| 15-11-2011 | Відбір до ЧЄ 2013 | Україна   | 2-0     | Литва     | Рибалка 45 Шахов 74      |

### Матчіжіночої збірної України
| Дата       | Турнір            | Господарі | Рахунок | Гості    | Голи                                                                       |
| ---------- | ----------------- | --------- | ------- | -------- | -------------------------------------------------------------------------- |
| 24-11-2011 | Відбір до ЧЄ 2013 | Україна   | 0-1     | Білорусь | Анісковцева 5'                                                             |
| 05-04-2012 | Відбір до ЧЄ 2013 | Україна   | 5-0     | Естонія  | Апанащенко 18' 28' 70' Пекур 30' Чорна 33'                                 |
| 20-10-2012 | Відбір до ЧЄ 2013 | Україна   | 2-3     | Ісландія | Романенко 39' Чорна 51' - Омарсдоттір 5' Магнусдоттір 25' Відарсдоттір 64' |